# Tony Fiammetta
(en) Statistiques sur pro-football-reference
Placido Anthony Fiammetta dit Tony Fiammetta (né le 22 août 1986 à Kaneohe) est un joueur américain de football américain.

## Enfance
Fiammetta naît sur l'île d'Hawaï, plus précisément dans la ville de Kaneohe. Il déménage plus tard dans le Maryland, dans la ville de Walkersville où il étudie à la Walkersville High School. Il fait partie pendant ces quatre années d'études de l'équipe de football américain et de crosse ainsi que pendant une année dans l'équipe de lutte. Il se casse la jambe durant sa dernière année d'étude et déclare forfait pour le reste de la saison. Durant ses années lycée, il parcourt 499 yards et marque douze touchdowns en soixante courses.

## Carrière

### Université
Il est recruté par l'université de Syracuse où il fait sa saison de redshirt en 2004. En 2005, il joue dix matchs, surtout dans l'escouade spéciale. En 2006, il joue les douze matchs de la saison et effectue huit courses pour quinze yards. La saison suivante, il joue onze matchs dont huit comme titulaire et fait trois courses pour huit yards et reçoit douze ballons pour soixante-quinze yards.
En 2008, Tony joue dix matchs et parcourt soixante-six yards en seulement cinq courses; il reçoit aussi seize passes pour 127 yards et un touchdown. Lors de son dernier match universitaire, il fait une course de cinquante-huit yards (sa seule du match) contre l'université de Cincinnati, champion de la conference Big East.

### Professionnel
Tony Fiammetta est sélectionné au quatrième tour du draft de la NFL de 2009 par les Panthers de la Caroline au 128e choix. Lors de sa saison de rookie, il apparaît à dix reprises sur les terrains de la NFL dont deux fois comme titulaire mais ne réalise aucun fait de jeu. Après la libération de Brad Hoover, Fiammetta devant pendant neuf matchs fullback titulaire (sur quatorze matchs joués) de la Caroline, il parcourt vingt-deux yards en sept attaques dont une de onze yards; il reçoit aussi cinq passes pour trente-quatre yards.
Le 3 septembre, Fiammetta est placé sur la liste des blessés après une commotion cérébrale et incertain pour l'ouverture de la saison contre les Cardinals de l'Arizona. Les Panthers ne cherchent pas et libère Fiammetta. Le lendemain, il signe avec les Cowboys de Dallas mais est libéré trois jours plus tard. Le 13 septembre, il revient à Dallas. Même s'il joue dix matchs, dont six comme titulaire, Fiammetta ne participe à presque aucune action, du fait du jeu surtout aérien de Dallas.
Le 26 mars 2012, il signe avec les Patriots de la Nouvelle-Angleterre mais il est déplacé de la liste active vers une liste de joueur exempt, sans pour autant rompre le contrat. Il ne joue aucun match lors de cette saison 2012.
L'année suivante, le 10 juin 2013, il signe avec les Bears de Chicago après la résiliation d'Evan Rodriguez.

## Palmarès
- Nommé All American en 2008 par le Pro Football Weekly.